# Гражулис, Пятрас
Пятрас Гражу́лис (лит. Petras Gražulis; род. 28 октября 1958, дер. Манкунай, Алитусский район, Литовская ССР, СССР) — литовский политический деятель, бывший депутат Сейма Литовской Республики (1996 — 2023). В 2024 году избран депутатом Европарламента.

## Биография
Пятрас Гражулис родился в деревне Манкунай, в многодетной (15 детей) крестьянской семье Антанаса и Моники Гражулисов. Его братья Антанас и Юозас— католические священники.
В молодости участвовал в подпольной деятельности, сотрудничая с членами Комитета по защите прав верующих. В 1989 году присоединился к Литовской Хельсинкской группе. Уволился с военной переподготовки в Советской Армии в 1988 году, был арестован и заключен в тюрьму в Лукишкес, Правенишкес, а затем в Мордовии.
10 февраля 1989 года стал одним из инициаторов восстановления Литовской христианско-демократической партии, а также одним из инициаторов создания еженедельника партии.
В августе 2012 года, недалеко от города Гарлява он попал в аварию. В 2015 году, в Польше он снова попал в аварию, после чего он отказался комментировать или отвечать на вопросы журналистов о происшествии. В 2017 году также он два раза попал в дорожно-транспортное происшествие.
В 2013 году, во время прайда, Пятрас Гражулис перелез через забор и напал на участников. Впоследствии был задержан.
15 декабря 2020 года Сеймом Литвы Пятрас Гражулис был лишён неприкосновенности. Своим голосованием Сейм удовлетворил просьбу генерального прокурора Эвалдаса Пашилиса разрешить привлечь к уголовной ответственности парламентария, чтобы завершить досудебное расследование о предположительно незаконных действиях этого политика; правоохранительные органы подозревают, что, являясь членом парламента, П. Гражулис помогал решить проблемы компании по производству замороженных продуктов питания Judex, когда российские должностные лица в 2015 году нашли в продукции этого предприятия листерию — род грамположительных палочковидных бактерий, который является возбудителем заболеваний животных и человека. За лишение неприкосновенности проголосовало 97 членов Сейма, против лишения проголосовало 6 человек, а 26 человек воздержались. Сам политик отрицает свою вину и утверждает, что все обвинения в его сторону — это политическая расправа.
18 декабря 2023 года Сейм утвердил импичмент, после чего полномочия депутата были прекращены. 

### Семья и дети
У Пятраса Гражулиса есть четверо детей от его первой жены Раминты Гражулене:
- Мартинас Гражулис;
- Симонас Гражулис;
- Мария Гражулите;
- Габриеле Гражулите.

Впоследствии у него появился ещё один ребёнок от его второй жены Бируте.

## Награды
- Медаль ордена «За заслуги перед Литвой» (10 мая 2005 года)[18].
- Медаль Добровольцев-создателей Войска Литовского (20 ноября 1996 года)[19].
- Медаль Независимости Литвы (1 июля 2000 года)[20].
- Медаль Памяти 13 января (9 января 1992 года)[21].